# تقديمات (تشييد)

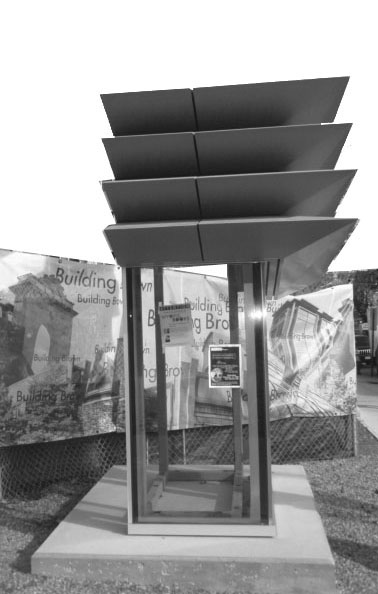

التقديمات في إدارة مشروعات التشييد هي عملية تقديم رسومات الورشة (الرسومات التنفيذية التفصيلية) أو بيانات المنتجات أو عينات المواد أو غيرها من الأمور الفنية إلى المهندس الاستشاري من أجل الموافقة عليها والتنفيذ طبقا لمحتواها.

## أنواع التقديمات

### رسومات أو مخططات الورشة
رسومات الورشة هي الرسومات التنفيذية التفصيلية والتي توضح كيفية تنفيذ العناصر المختلفة ، وهي تختلف من تخصص إلى آخر (مدني - عمارة - ميكانيكا - كهرباء - ....) ،ففي رسومات الخرسانة المسلحة يتم تفريد حديد التسليح ووكتابة أبعاد الأسياخ والكانات حتى تتمكن ورش الحدادة بالموقع من تصنيع تلك العناصر مما يؤدي إلى تقليل الهالك في الحديد والذي يعتبر أغلى عنصر في سعر الخرسانة المسلحة

### بيانات المنتجات
هي المعلومات التي يقدمها المصنع مع منتجاته مثل :
- اسم الشركة المصنعة ، اسم المنتج والموديل وتاريخ التصنيع
- المقاسات الخاصة بالمنتج (الابعاد الداخلية أو الخارجية )
- طريقة تشغيل المنتج (خطوات التطبيق لاستخدام المنتج )
- طرق التخزين والمناولة للمنتج

### عينات المواد
العينة هي جزء من المادة أو المنتج المستخدم في عملية الإنشاء ، مثل وحدة من الطوب أو البلوك ، قطعة من حديد التسليح أو غيرها
عادة ما يتم تقديم كتالوجات وكتيبات المواصفات للأجهزة والمعدات التي سيتم توريدها حيث يتعذر تقديم عينة من المعدات نظرا ارتفاع سعرها

### المستندات الفنية
المستندات الفنية هي أي مستندات بها معلومات فنية تخص المشروع مثل النوت الحسابية ، كتيبات التشغيل ، شهادات الاعتماد للمنتجات ، وغيرها ...